# جایزه بزرگ بحرین ۲۰۰۸
جایزه بزرگ بحرین ۲۰۰۸ (با نام رسمی جایزه بزرگ فرمول ۱ بحرین گلف ایر ۲۰۰۸ (به انگلیسی: 2008 Formula 1 Gulf Air Bahrain Grand Prix)) یک مسابقهٔ موتوری فرمول یک بود که در ۶ آوریل ۲۰۰۸ در پیست بین‌المللی بحرین، واقع در صخیر، بحرین برگزار شد. این مسابقه، سومین مسابقه در مسابقات فرمول یک ۲۰۰۸ بود. در این مسابقه، که در ۵۷ دور برگزار شد، فیلیپه ماسا با تیم فراری به پیروزی رسید. کیمی رایکونن با خودروی دیگر فراری و رابرت کوبیکا با ب‌ام‌و سائوبر نیز به‌ترتیب مقام‌های دوم و سوم را کسب کردند.

## جدول رده‌بندی قهرمانی پس از مسابقه
|       | ج. | راننده        | امتیاز |
| ----- | -- | ------------- | ------ |
| ۱     | ۱  | کیمی رایکونن  | ۱۹     |
| ۱     | ۲  | نیک هایدفلد   | ۱۶     |
| ۲     | ۳  | لوییس همیلتون | ۱۴     |
| ۱     | ۴  | رابرت کوبیکا  | ۱۴     |
| ۱     | ۵  | هیکی کوالاینن | ۱۴     |
| منبع: |    |               |        |

|       | ج. | سازنده         | امتیاز |
| ----- | -- | -------------- | ------ |
| ۱     | ۱  | ب‌ام‌و سائوبر    | ۳۰     |
| ۱     | ۲  | فراری          | ۲۹     |
| ۲     | ۳  | مک‌لارن-مرسدس   | ۲۸     |
|       | ۴  | ویلیامز-تویوتا | ۱۰     |
| ۱     | ۵  | تویوتا         | ۸      |
| منبع: |    |                |        |

- نکته: تنها پنج جایگاه نخست از هر رده‌بندی نمایش داده شده‌است.